# Rikard Nilsson
 Rikard  Åke Georg Nilsson, född 25 april 1965 i Ängelholm, är en svensk kock, TV-programledare och kokboksförfattare.
Rikard Nilsson gick på restaurangskola 1982–1984. Han har därefter arbetat på restauranger som Johanna (Göteborg), Fiskaregatan (Lund), Sofiero Slott (Helsingborg), Kattegat gastronomi och logi (Torekov). Nilsson var medlem i Svenska Kocklandslaget 1988-1994. Under åren 1995-2000 var Rikard Nilsson en del av programledarduon i matlagningsprogrammet Aspegren mitt i maten.

## Utmärkelser i urval[2]
- 1991 - Årets kock
- 1993 - Cordon bleu, Svenska Kockars Förening
- 1998 - Europamästare, Challenge Européen de la Gastronomie i Bordeaux
- 1998 - Kockarnas kock
- 2000 - Gastronomiska akademiens guldmedalj